# Lenek Daya
Lenek Daya is een bestuurslaag in het regentschap Oost-Lombok van de provincie West-Nusa Tenggara, Indonesië. Lenek Daya telt 8854 inwoners (volkstelling 2010).